# Catignano
Catignano község (comune) Olaszország Abruzzo régiójában, Pescara megyében.

## Fekvése
A megye központi részén fekszik. Határai: Civitaquana, Cugnoli, Loreto Aprutino, Nocciano és Pianella.

## Története
Első említése 1161-ből származik. A következő századokban nemesi birtok volt. Önálló községgé a 19. század elején vált, amikor a Nápolyi Királyságban felszámolták a feudalizmust.

## Népessége
A népesség számának alakulása:

## Főbb látnivalói
- Palazzo De’ Flammineis
- Palazzo De’ Intiniis
- Palazzo De’ Joannes
- Palazzo Ricci
- Palazzo del Duca
- Sant’Irene-templom
- Sant’Antonio Abate-templom
- San Giovanni Battista-templom